# Violeta Parra (álbum)
Violeta Parra, también conocido como Isabel Parra canta recopilaciones y cantos inéditos de Violeta Parra es el cuarto álbum de estudio como solista de la cantautora chilena Isabel Parra, hija de Violeta Parra, lanzado en 1970 por su propio sello discográfico Peña de los Parra, creado en 1968 junto a su hermano Ángel Parra, y distribuido por el sello DICAP.
Este es un álbum tributo de Isabel a su madre. Los nombres de ambas aparecen en la cubierta del álbum. El Lado A está conformado en su totalidad por canciones tradicionales recopiladas por Violeta Parra, en tanto que el Lado B contiene textos inéditos de Violeta, tres de los cuales fueron musicalizados por Isabel: la tonada «Como el roble en el verano», el vals-canción «Qué palabra te dijera» y la canción «Lo que más quiero», que al año siguiente se haría famosa gracias a la versión de Inti-Illimani en su álbum Autores chilenos.
En la música participan su hermano Ángel Parra, el cantautor Víctor Jara y Horacio Salinas, director musical de Inti-Illimani.

## Lista de canciones
Todas las canciones provenientes del folclore chileno, recopiladas por Violeta Parra, salvo que se indique lo contrario.

| Lado A |                                                                                |          |  |
| N.º    | Título                                                                         | Duración |  |
| 1.     | «Señores y señoritas» (o «Vengo toda avergonzada»; esquinazo)                  | 2:24     |  |
| 2.     | «Los paires saben sentir» (o «Lágrimas de Carabaña»; tonada)                   | 2:49     |  |
| 3.     | «Sirilla me pides» (o «La sirilla»; sirilla)                                   | 3:49     |  |
| 4.     | «El romero no lo quiero» (o «Una flor voy a nombrar»; tonada de «coleo»)       | 2:41     |  |
| 5.     | «Los santos borrachos» (o «Cristo cuando vino a nuestro»; tonada «chicoteada») | 3:19     |  |
| 6.     | «Viva el 18 de septiembre» (cueca)                                             | 1:43     |  |
| 16:45  |                                                                                |          |  |

| Lado B |                                                |               |               |          |  |
| N.º    | Título                                         | Música        | Escritor(es)  | Duración |  |
| 7.     | «Como el roble en el verano» (tonada punteada) | Isabel Parra  | Violeta Parra | 2:52     |  |
| 8.     | «Qué tanto será» (refalosa)                    | Violeta Parra | Violeta Parra | 2:59     |  |
| 9.     | «Gracias a la vida»                            | Violeta Parra | Violeta Parra | 4:09     |  |
| 10.    | «Qué palabra te dijera» (vals-canción)         | Isabel Parra  | Violeta Parra | 2:57     |  |
| 11.    | «Sola»                                         | Isabel Parra  | Isabel Parra  | 1:46     |  |
| 12.    | «Lo que más quiero» (canción)                  | Isabel Parra  | Violeta Parra | 3:09     |  |
| 17:52  |                                                |               |               |          |  |

## Créditos
Músicos
- Isabel y Ángel Parra: voces, guitarra, cuatro, charango, bombo
- Víctor Jara
- Horacio Salinas

Otros
- Vicente + Antonio Larrea: diseño gráfico